# پیتر فاسینلی
پیتر فاسینلی (انگلیسی: Peter Facinelli؛ زادهٔ ۲۶ نوامبر ۱۹۷۳) یک هنرپیشه اهل ایالات متحده آمریکا است. وی از سال ۱۹۹۵ میلادی تاکنون مشغول فعالیت بوده است.

## گزیدهٔ آثار

### سینما
- ۱۳ دقیقه (۲۰۲۱)
- ناپدید شده (۲۰۲۰)
- شمارش معکوس (۲۰۱۹)
- دویدن با شیطان (۲۰۱۹)
- عروسی وایلد (۲۰۱۷)
- والتر (۲۰۱۵)
- یخچال (۲۰۱۴)
- گرگ و میش: سپیده‌دم - قسمت دوم (۲۰۱۲)
- گرگ و میش: سپیده‌دم - قسمت اول (۲۰۱۱)
- گرگ و میش: کسوف (۲۰۱۰)
- گرگ و میش: ماه نو (۲۰۰۹)
- گرگ و میش (۲۰۰۸)
- مرد توخالی ۲ (۲۰۰۶)
- ماشین‌سواری با پسرها (۲۰۰۱)
- زمان دزدی (۲۰۰۱)
- نمی‌توانم صبر کنم (۱۹۹۸)
- فوکس‌فایر (۱۹۹۶)

### تلویزیون
- ادیسه آمریکایی (۲۰۱۵)
- گلی (۲۰۱۴–۲۰۱۳)
- بابای آمریکایی! (۲۰۰۶)
- شش فوت زیر زمین (۲۰۰۵–۲۰۰۴)
- قانون و نظم (۱۹۹۵)